# Fédération québécoise des clubs de Scrabble francophone
La Fédération québécoise des clubs de Scrabble francophone (FQCSF) est une association qui a pour but de réunir les joueurs de Scrabble au Québec. Le premier club de Scrabble francophone au Québec fut le club de Montréal pendant les années 1970, la fédération elle-même fut fondée en 1980. Le président actuel est Pierre Bergeron. La fédération a environ 1 400 membres dans 63 clubs. La FQCSF est membre de la Fédération internationale de Scrabble francophone et les licenciés peuvent jouer des tournois dans n'importe quel pays francophone.

## Palmarès
Germain Boulianne a remporté le championnat national douze fois depuis sa création en 1982. Les champions 2024 sont Francis Desjardins en individuel, Marc Pérusse et Pierre Bergeron en paires et Félix Cloutier au Scrabble classique.
Le Québec a remporté deux titres aux Championnats du monde : Germain Boulianne à Marrakech en 2004 et Francis Desjardins à Montreux (Suisse) en 2011. 
En 2007, Hélène Levasseur a terminé 6e en duplicate individuel, ce qui représentait la meilleure performance féminine depuis 1974 (améliorée depuis par Eugénie Michel, 3e en 2009).
Par catégorie d'âge, le Québec a eu sept titres de champion du monde remportés par Dino Barnabé (Cadet, 1984) et Guillaume Fortin (Cadet 1996 et Junior 1997), Francis Desjardins (Junior en 2006, 2007 et 2008), Félix Cloutier (Junior en 2024).